# Itara nocturna
Itara nocturna är en insektsart som beskrevs av Andrej Vasiljevitj Gorochov 1988. Itara nocturna ingår i släktet Itara och familjen syrsor. Inga underarter finns listade i Catalogue of Life.